# Friedhof Griesheim

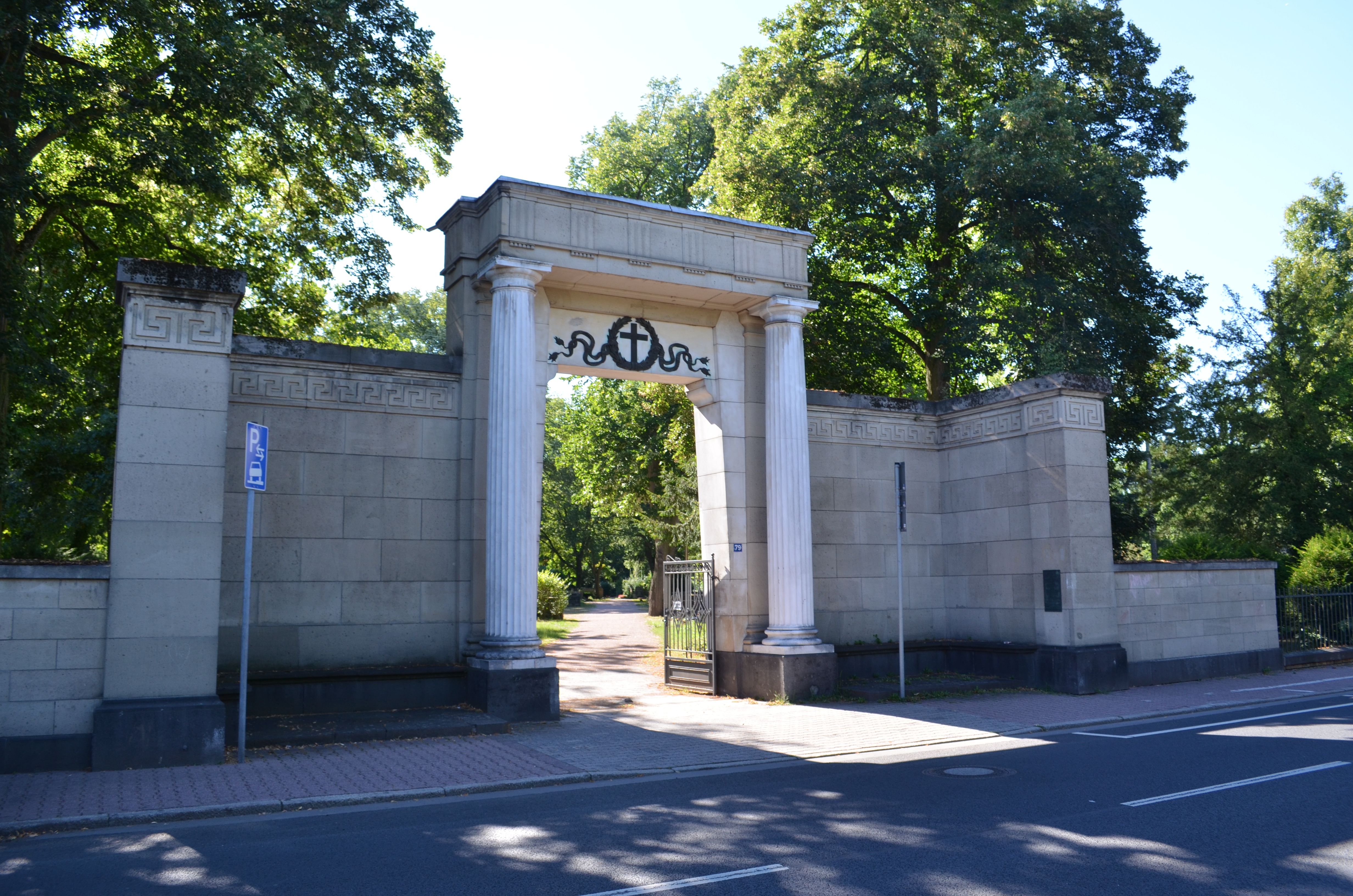
Eingangsportal

Der Friedhof Griesheim ist der Friedhof des Stadtteils Griesheim der Stadt Frankfurt am Main.
Der Friedhof mit der Adresse Waldschulstraße 79 grenzt an die Eberhard-Wildermuth-Siedlung, hat eine Fläche von 4,5 ha und bietet Platz für 3.300 Gräber. Er wurde am 1. April 1897 eröffnet. Er steht als Gesamtanlage unter Denkmalschutz. Daneben stehen die unten genannten Objekte und eine Vielzahl von Gräbern unter Denkmalschutz.

## Eingangsportal

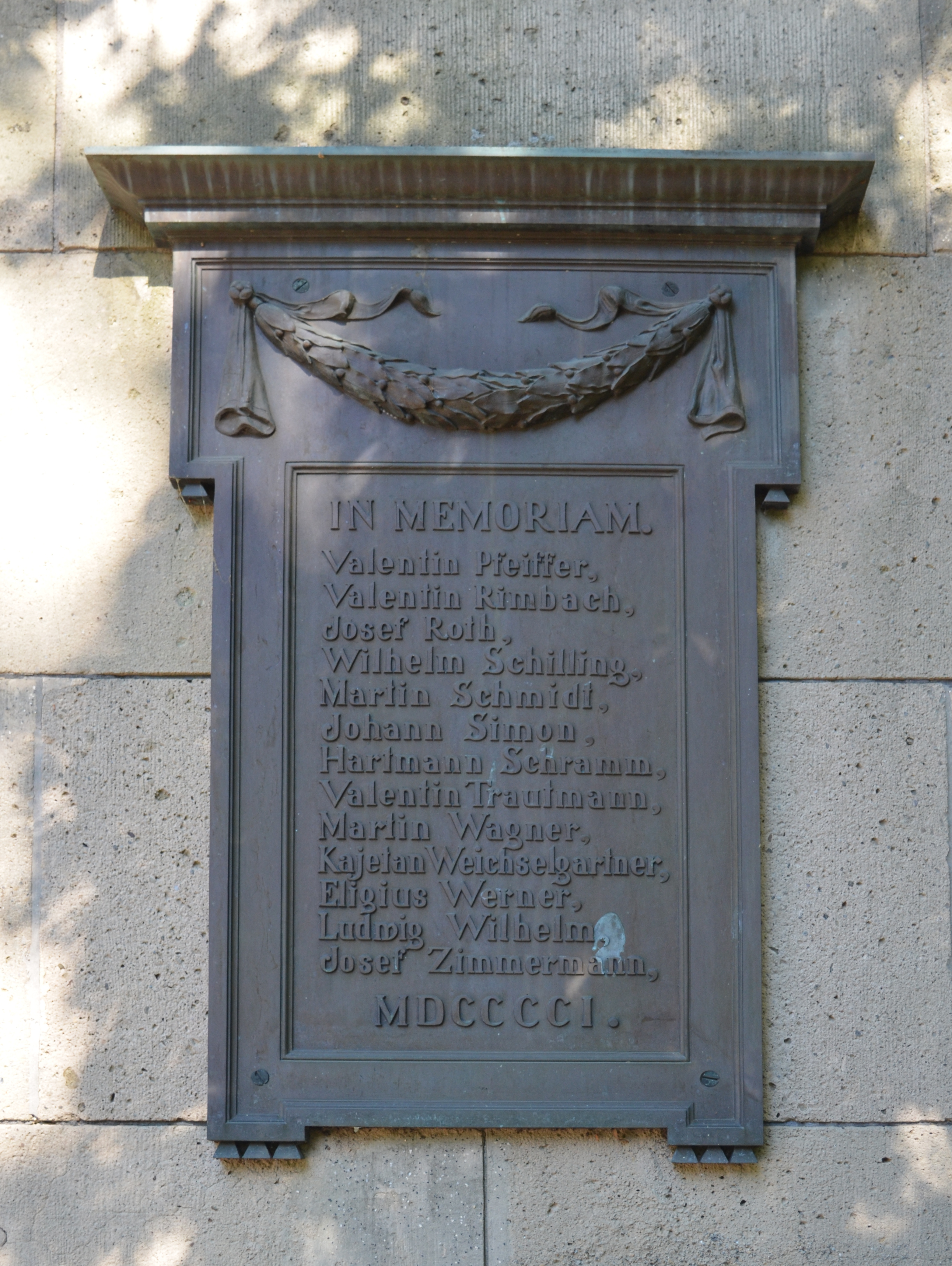
Tafel rechts

Das neoklassizistische Eingangsportal entstand in Anlehnung an das klassizistische Portal zum Frankfurter Hauptfriedhof. Der Bau wurde vermutlich nach Entwurf des Frankfurter Architekten Jean Carl Heinrich Gramm errichtet. Auftraggeber war die Chemische Fabrik Griesheim-Elektron. Es handelt sich um ein einjochiges Propylon toskanischer Ordnung zum Gedächtnis an 26 bei einer Explosion am 24. April 1901 im Werk getöteten Arbeiter. Die Einfassungsmauern werden durch Mäanderfriese geschmückt. Auf deren Innenseiten befinden sich Bronzetafeln mit den Namen der Toten. Der im Zweiten Weltkrieg zerstörte Giebel wurde nicht wieder aufgebaut.

## Opfer der Arbeit

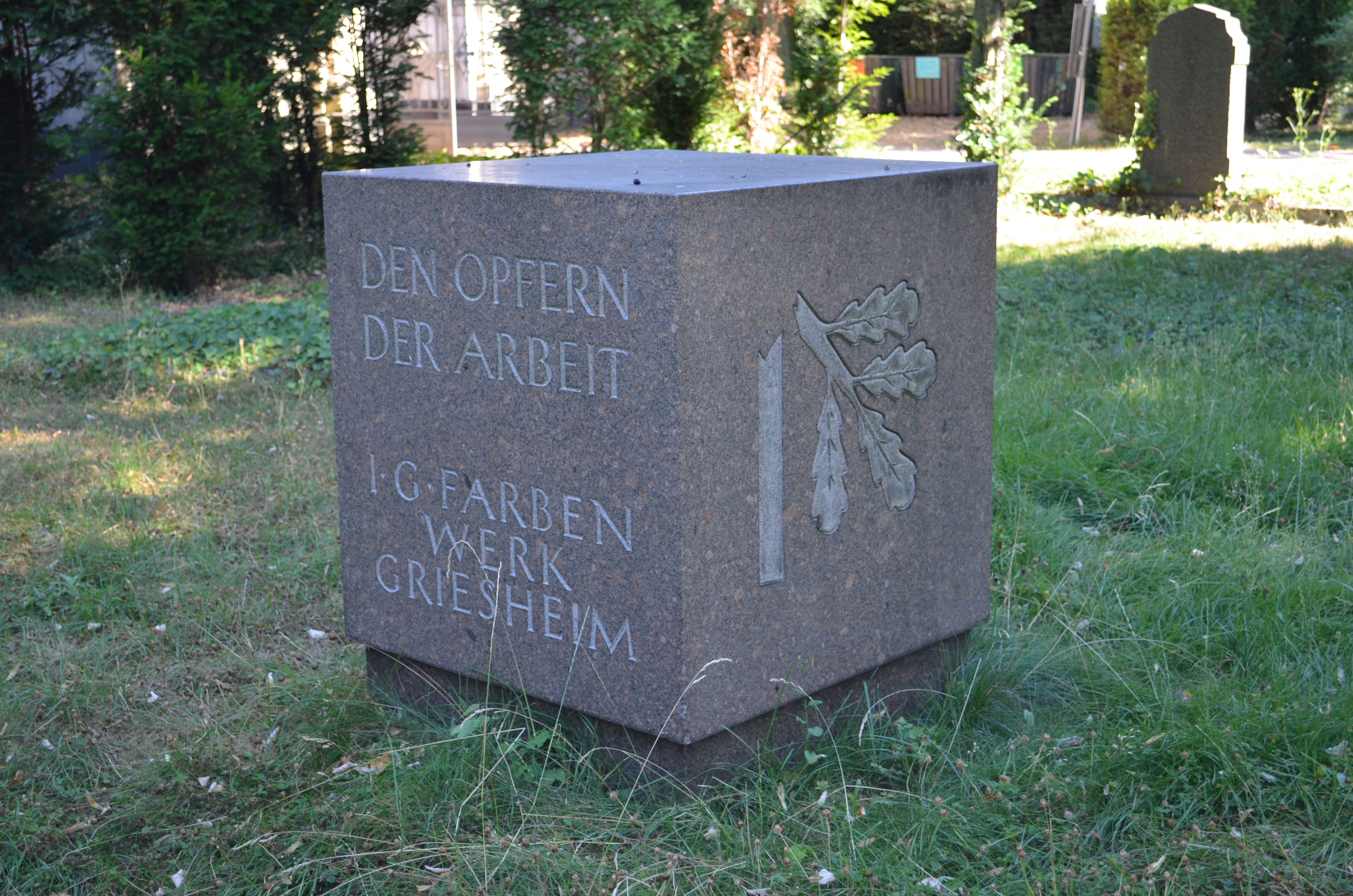
Mahnmal „Opfer der Arbeit“

Opfer der Arbeit ist eine von der IG Farben, Werk Griesheim in Auftrag gegebene Sammelbegräbnisstätte für die seit 1917 im Werk verunglückten Arbeiter. Das Denkmal in Form eines Würfels wurde nach Entwürfen einer Bildhauerklasse von Prof. Richard Lisker erstellt. Rund um den Würfel sind liegende Steinplatten mit den Namen der Verstorbenen angebracht.

## Kriegerehrenmal
Auf dem Friedhof befindet sich das Kriegerehrenmal nach Entwurf von Heiner Hamburger und Paul Anton Seiler von 1920 in Form eines liegenden Kreuzes. Das Ehrenmal ist eine gärtnerisch gestaltete Anlage mit 96 Pultsteinen um ein zentrales monumentales liegendes Kreuz mit den Namen der Kriegstoten. Den Treppenzugang zur am 24. November 1929 feierlich eröffneten Gedenkstätte flankieren liegende Kriegergestalten des Frankfurter Bildhauers Paul Anton Seiler. Der Gesamtentwurf stammt vom Frankfurter Architekten Heiner Hamburger.

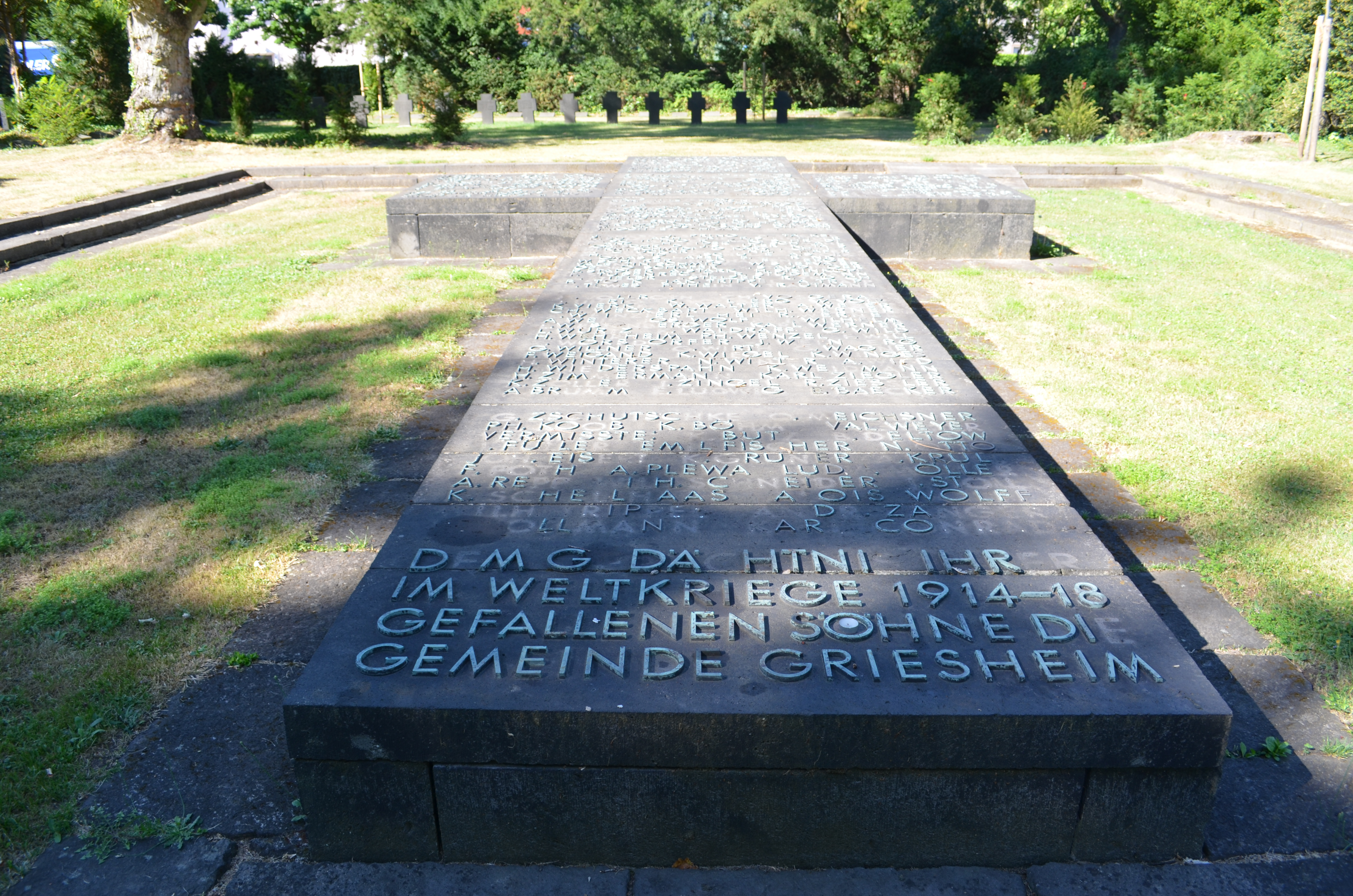
Ehrenmal
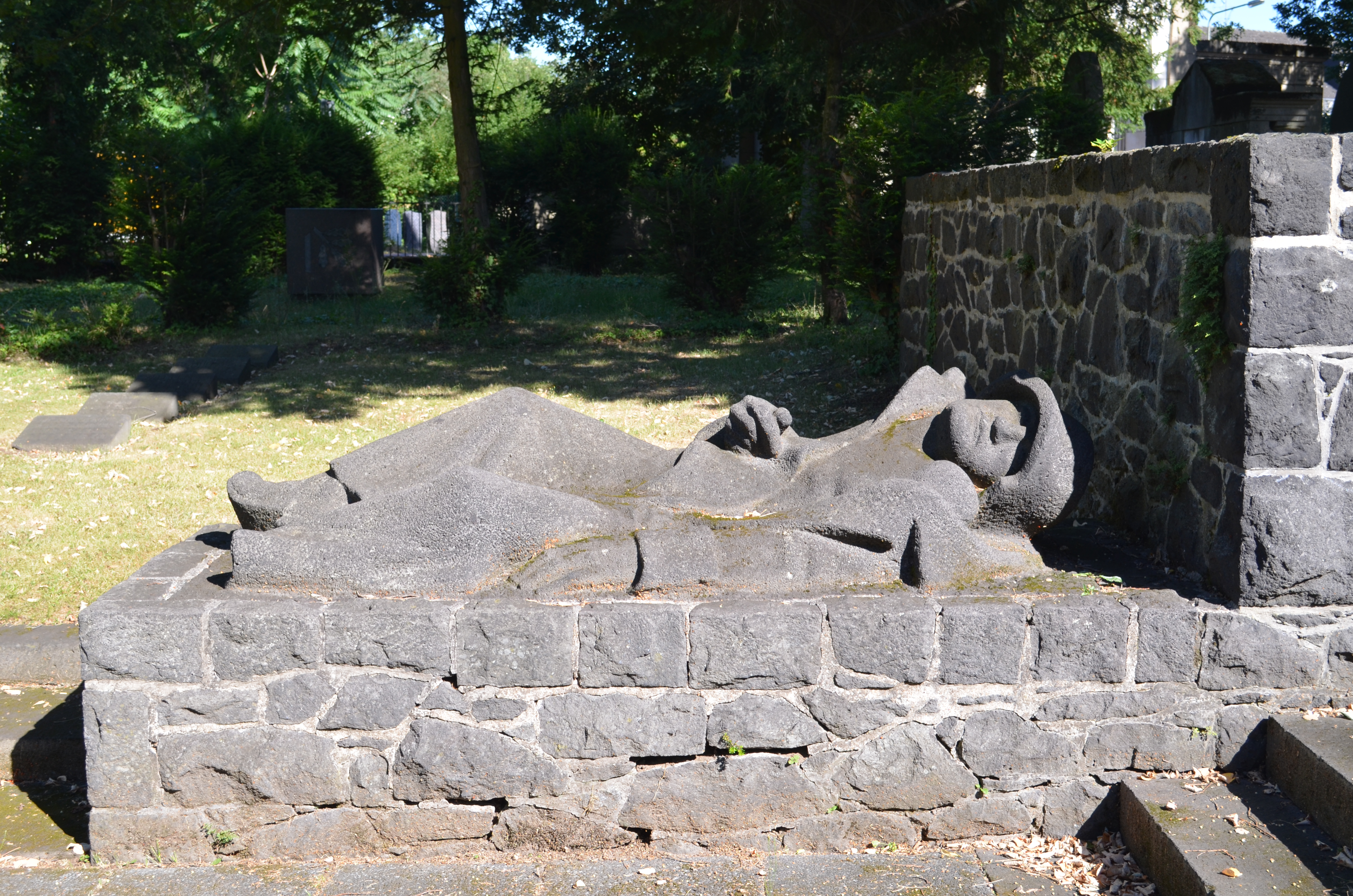
Figur rechts
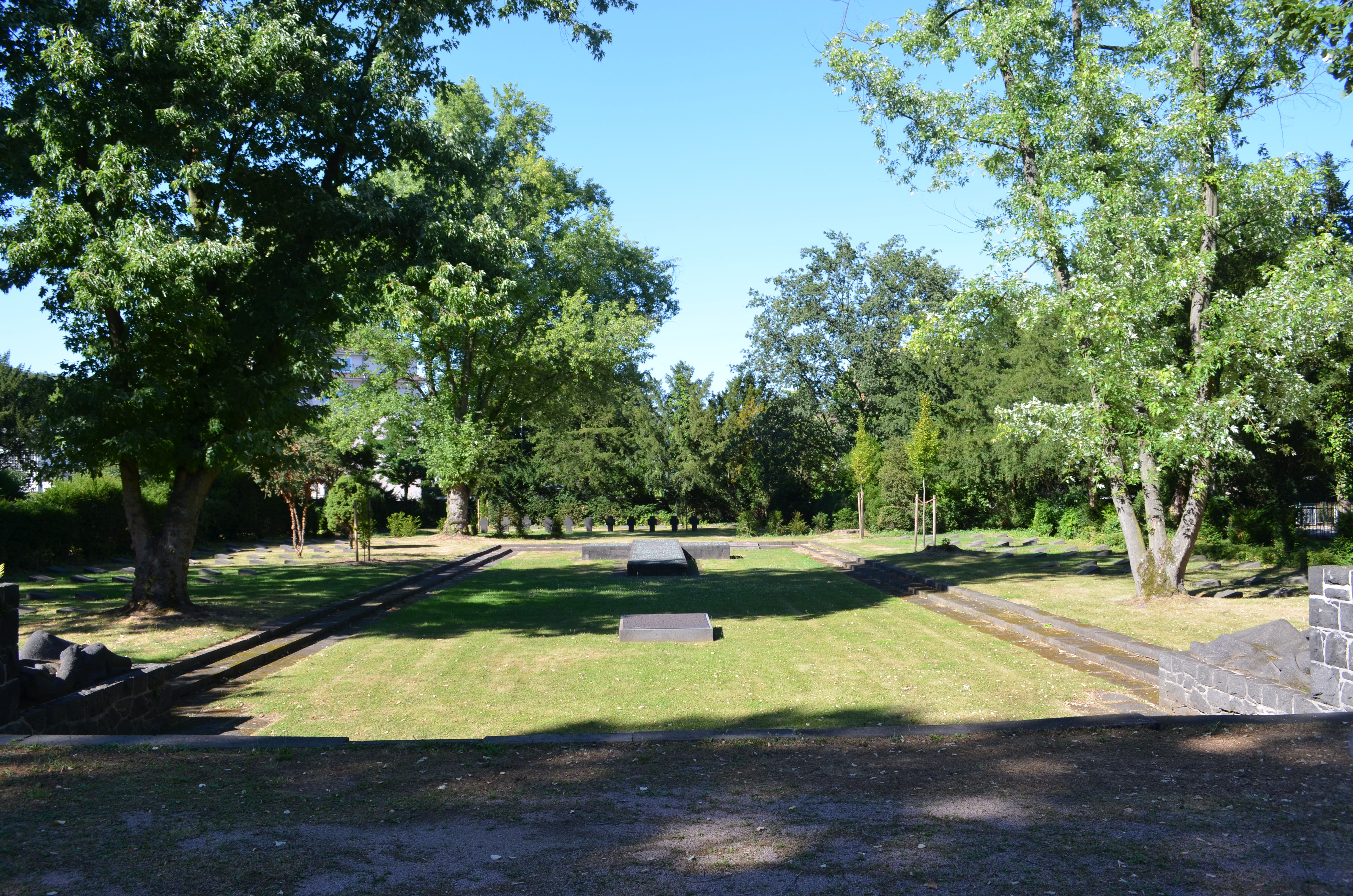
Totale
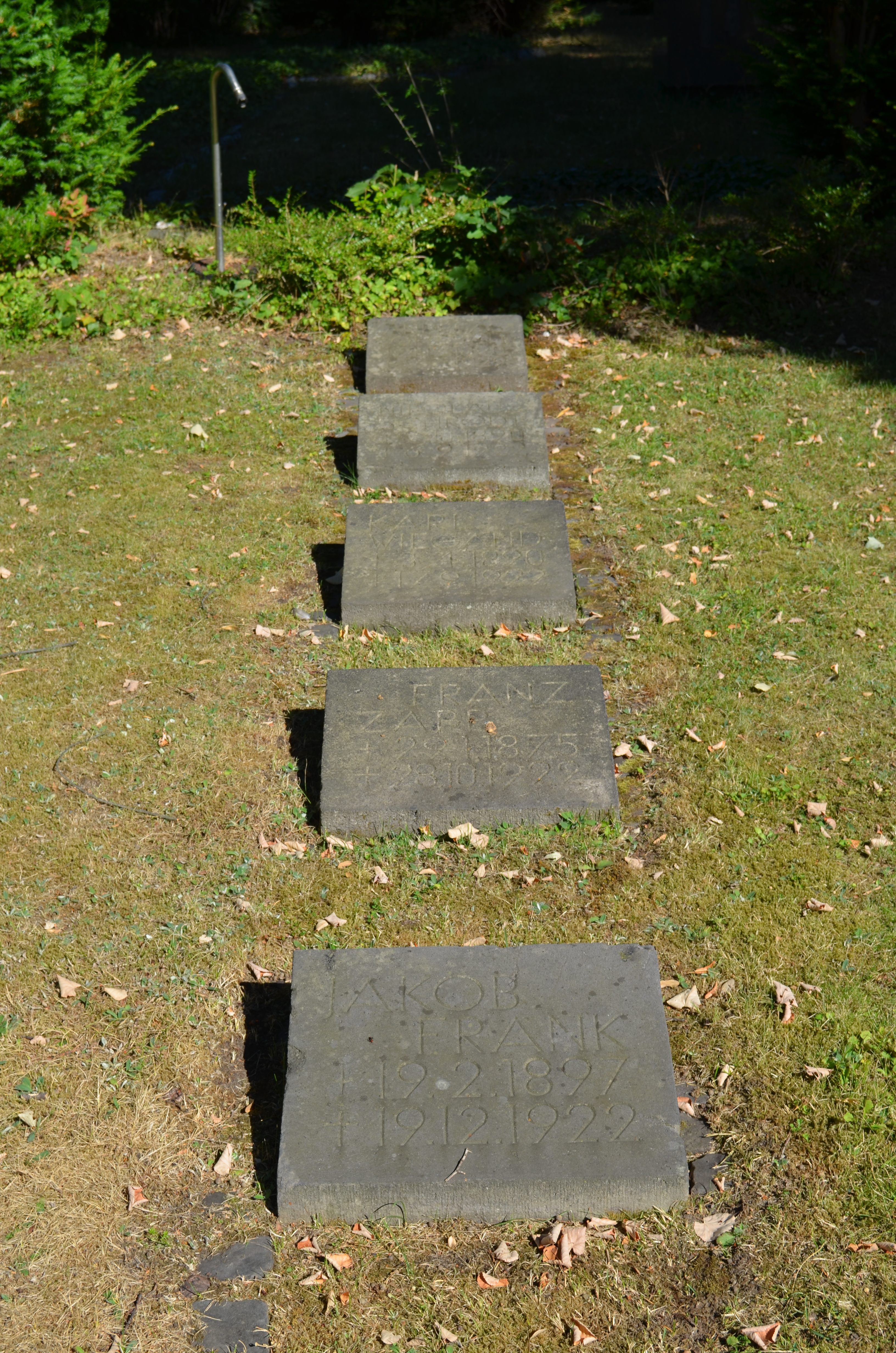
Tafeln

## Denkmal 1870/71

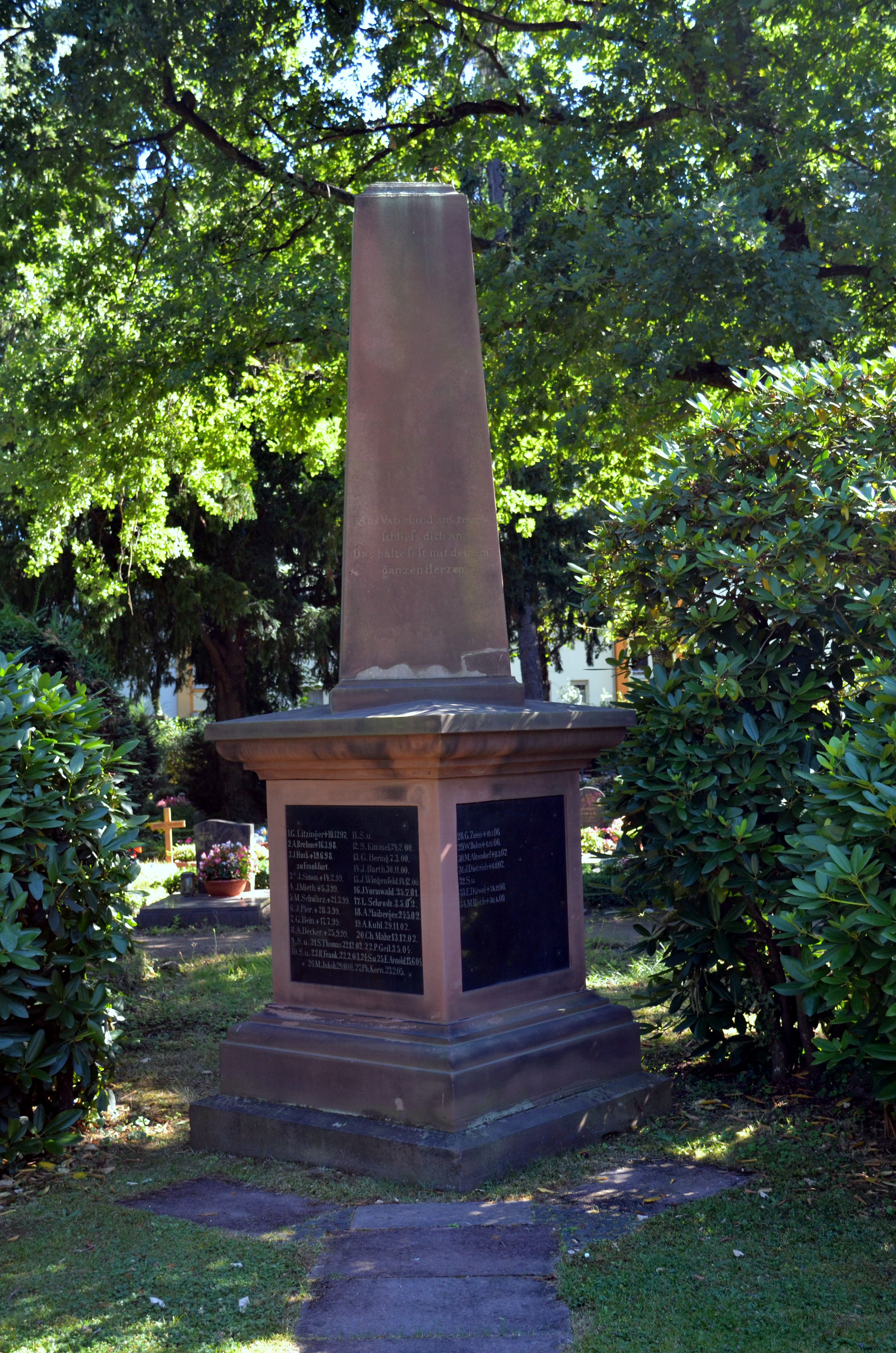
Denkmal 1870/71

Das Denkmal für den Deutsch-Französischen Krieg 1870/71 ist ein klassizistischer Obelisk von 1897.

## Kolumbarien

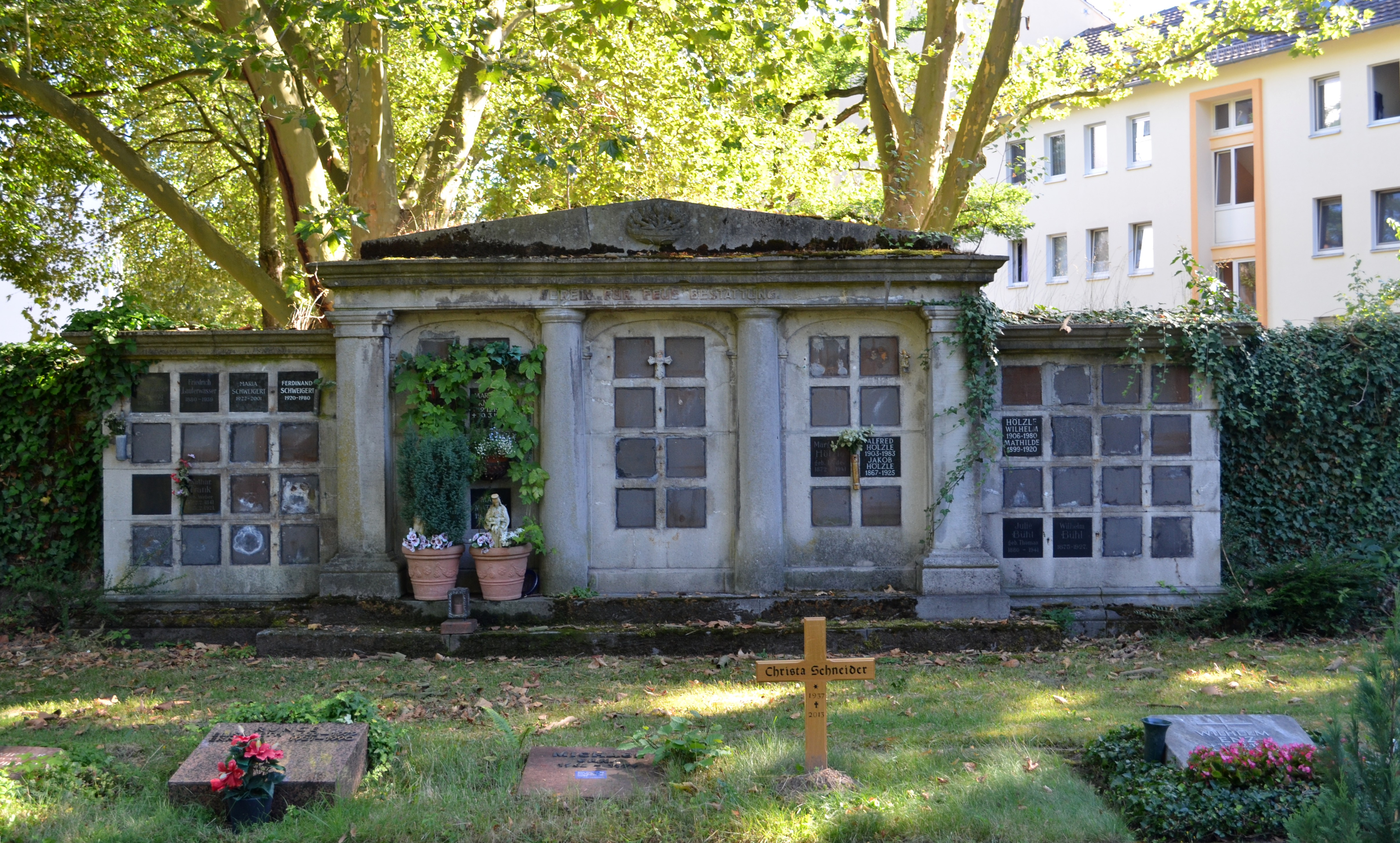
Kolumbarium

Das Kolumbarium an der Friedhofsmauer ist eine dreijochige tempelartige Anlage mit ausgreifenden Seitenflügeln für insgesamt 56 Urnen in neoklassizistischen Formen. Errichtet wurde es 1914 durch den 1911 gegründeten Griesheimer Feuerbestattungsverein.
Auf der gegenüberliegenden Seite des Friedhofs, an der Nordmauer, wurde 1924 ein neues Kolumbarium für 304 Urnen errichtet. Die U-förmige Anlage wurde 1957 um Wände für weitere 96 Urnen erweitert.
Das Grab Cullmann (Gewann A, Grab 54), ein neugotisches Sandsteinkreuz aus dem Jahr 1855 dient als Sammelstätte für abgelaufene Urnen aus dem Kolumbarium. Wahrscheinlich wurde das Kreuz von dem 1832–1877 bestehenden Friedhof (Nathal-Trier-Straße) transloziert.

## Mahnmal
In der Kreuzung der Hauptwege der Gewanne A, B, C und D wurde auf dem Sockel eines im Zweiten Weltkrieg zerstörten Kruzifixes ein Mahnmal errichtet. Es besteht aus eisernen U-Profilen und trägt die Inschrift „Den Opfern 1939–1945“. Der Entwurf der Gedenkplatte wurde 1982 von Knorr geschaffen.

## Denkmalgeschützte Gräber
| Bild | Gewann                   | Name(n)          | Jahr        | Steinmetz                                                 | Beschreibung |
| ---- | ------------------------ | ---------------- | ----------- | --------------------------------------------------------- | --- |
| 0    | A/7-9                    | Meisenheimer     | 1898        | 0                                                         | Stele in Formen der Neurenaissance aus poliertem schwarzen Granit mit teilweise erhaltener Einfriedung |
|      | A/14-15                  | Ross             | 1898        | 0                                                         | Obelisk auf hohem Sockel aus poliertem schwarze Granit |
|      | A/50-51                  | Elsenheimer      | 1901        | 0                                                         | Kreuzdenkmal auf hohem Schriftsockel aus poliertem schwarzen Granit. Die Figur des gekreuzigten Christus darauf besteht aus Galvanobronze. |
|      | A/54                     | Cullmann         | 1855        | 0                                                         | Neugotisches Sandsteinkreuz, vermutlich transloziert von dem 1832 bis 1877 bestehenden Friedhof in der Nathan-Trier-Straße. Sammelstätte für abgelaufene Urnen aus den Kolumbarien. |
|      | A/100-101                | Boss             | 1908        | 0                                                         | Kleiner sockelloser Obelisk aus poliertem schwarzen Granit |
|      | A/102-103                | Lehmann          | 1908        | 0                                                         | Obelisk auf kleinem Sockel mit graviertem geometrischen Schmuckfries aus poliertem schwarzen Granit |
|      | B/15                     | Rimpler          | 1935        | Johann Tempel                                             | Stele mit Kreuzrelief, die Seitenflächen abgetreppt, aus poliertem Diabas. |
|      | B/17                     | Plewa            | 1935        | 0                                                         | Stele aus poliertem Diabas. Im Bogenfeld der Treppengiebels befindet sich das Büstenrelief einer Trauernden. |
| 0    | B/18                     | Frank            | 1934        | 0                                                         | Dreigliedrige Stele aus dunklem Diabas. In der Rundbogennische des erhöhten Mittelteils befindet sich ein Relief des kreuztragenden Christus. Die Seitenteile sind expressionistisch durch Prismen horizontal gegliedert.                                                                                     |
|      | B/19-20                  | Grünewald        | 1934        | Johann Tempel                                             | Zwei durch einen gemeinsamen Sturz verbundene Schriftstelen aus poliertem Diabas. Im Zwischenraum befindet sich ein Kreuz aus schlanken Bronzeprofilen |
|      | B/22                     | Lottermann       | 1941        | Johann Tempel                                             | Schriftstele aus geschliffenem Diabas. Im giebelähnlichen Schlussstein ein stilisiertes Blumenrelief. |
|      | B/23                     | Albers           | 1936        | Johann Tempel                                             | Kreuzstele mit reliefiertem Christuskopf aus poliertem Diabas |
|      | B/49                     | Weber            | 1946        | Johann Tempel                                             | Stele mit Kreuzrelief zwischen flachen Inschriftenblöcken aus poliertem Lahnmarmor |
|      | B/56-57                  | Speier-Grünewald | 1901        | 0                                                         | Marmorplastik einer Trauernden vor Säulenstumpf auf blockhaftem Granitsockel |
|      | B/119                    | Goebel           | 1957        | Anton Woger (Mayen)                                       | Im Umriss leicht gerundete Stele aus Basaltlava. Das Relief zeigt die drei Frauen in der Begegnung mit dem Engel am leeren Grab Christi |
| 0    | B/124                    | Bollmann         | 1946        | Johann Tempel                                             | Liegende Schriftstele mit sarkophagähnlichem, mit Festonrelief verziertem Abschluss aus geschliffenem roten Mainsandstein |
|      | B/144                    | Müller           | 1943        | Johann Tempel                                             | Rechteckstele mit Porträtrelief aus geschliffenem hellen Gravenhorster Sandstein |
|      | B/149                    | Eisel            | 1943        | Johann Tempel                                             | Liegende pultartige Reliefplatte mit Kreuzigungsgruppe aus geschurtem Diabas |
|      | B/320                    | Pier             | 1920        | 0                                                         | Scheinbar aus Baumstämmen zusammengesetzte Kreuzstele aus rotem Sandstein |
|      | C/137-138                | Stark            | 1911        | 0                                                         | Schriftstele mit Wellgiebel, seitlich von volutenartigen Stützen gefasst, aus poliertem schwarzen Granit. |
|      | C/150-152                | Conrad-Ries      | 1914        | 0                                                         | Neoklassizistische Ädikula zwischen Inschriftensteinen aus Kalkstein. Im Rundbogen des Giebels befindet sich ein Relief mit Kreuz und Ölzweig. |
|      | C/157-158                | Bernd            | 1914        | J. Hössbacher                                             | Ädikulaartige Wandstele mit sparsam angebrachter Schmuckgravur aus poliertem schwarzen Granit. |
|      | C/140-141                | Stark            | 1911        | 0                                                         | Formal ähnliches Denkmal wie C 137-138 aus poliertem schwarzen Granit. |
|      | C/159-160                | Tempel           | 1913 / 1937 | Johann Tempel, 1913, Möritz, 1973                         | Grab des Griesheimer Steinmetzmeisters Johann Tempel (1853–1913). Das Wanddenkmal besteht aus einer Relief- und Inschriftentafel, die von zwei durch schlanke Bronzekreuze betonten Pfeiler aus geschliffenem dunklen Biabas gefasst werden.                                                                  |
|      | C/161                    | Metz             | 1914        | 0                                                         | Wandstele aus gestocktem dunklen Granit mit eingelegter Schrifttafel aus poliertem schwarzen Granit. Das Schriftfeld in der oberen Hälfte ist von einer reliefierten Girlande umfasst |
|      | C/162-163                | Abt              | 1914        | 0                                                         | Neoklassizistische Ädikula aus geschurtem Granit, nischenfüllend eine Schrifttafel aus poliertem schwarzen Granit |
|      | C/174-175                | Wolf             | 1915        | 0                                                         | Ädikulaartige Wandplatte aus Kalkstein, im Bogenfeld eine Schriftplatte aus poliertem schwarzen Granit |
|      | C/181-182                | Hemmerle         | 1915        | J. Becker (Nied)                                          | Dreiflügliges Denkmal aus Kunst-Kalkheim mit zentraler Ädikula in geometrisch vereinfachten neoklassizistischen Formen. Die Ädikulanische ist mit einem Kruzifix ausgefüllt. Das Kreuz ist vor Rosenranken reliefiert. Die Christusfigur besteht aus Galvanobronze. Im Tympanon befindet sich ein Kranzrelief |
|      | C/185-187                | Kistinger        | 1923        | F. Hofmeister                                             | Dreiflüglige Stele aus gestocktem und poliertem schwarzen Granit unter zentralem Rundbogen |
|      | C/193-194                | Conrad           | 1933        | 0                                                         | Neoklassizistisches Denkmal aus schariertem Granit in Ädikulaform mit eingesetzten Schrifttafeln aus poliertem schwarzen Granit. Im Giebeldreieck befindet sich ein reliefierter Kranz mit eingestelltem Kreuz.                                                                                               |
|      | C/197-199                | Jung             | 1929        | Möritz                                                    | Breitgelagerte Ädikula aus Kunststein in vereinfachten Formen des Neoklassizismus |
|      | C/200-201                | Weber            | 1917        | 0                                                         | Obeliskdenkmal über Eck aus poliertem schwarzen Granit in der Tradition des ausgehenden 19. Jahrhunderts |
|      | C/224-225                | Günther          | 1914        | 0                                                         | Neoklassizistische Ädikula mit einem Schweifgiebel gebrochenen Umrisses tragenden kannelierten Pilastern aus Kalk-Kunststein. Das Schriftfeld besteht aus schwarzem Granit. |
|      | C/229a                   | Ickstadt-Schroth | 1942        | 0                                                         | Dreibahnige Stele aus geschliffenem Kalkstein. Die zentrale Schrifttafel wird von den Reliefs zweier trauernden Frauengestalten flankiert. |
|      | C/232-233                | Schwerberger     | 1921        | 0                                                         | Dreiteilige Granitstele mit geschweifter, durch einen stilisierten Rankenfries verstärkter Kontur. Im risalitartig vorspringenden Mittelteil über der erhabenen Schrift ein Tondo mit reliefierten Freimaurerzeichen                                                                                          |
|      | C/290                    | Griebel          | 1946        | Johann Tempel                                             | Lagerhafte Wandstele mit getreppten Seiten und ebensolcher Verdachung aus geschliffenem Kudova-Sandstein. Unter dem Schriftfeld befindet sich ein Relief mit Kreuz und Palmzweigen |
|      | C/374                    | Tempel           | 1946        | Johann Tempel                                             | In der Art einer Terrassenbrüstung mit einseitig vorgestellter Sitzbank über Eck gestellte Stelen aus rotem Mainsandstein. In der Bogennische befindet sich das Relief einer liegenden weiblichen Figur. |
|      | D/327-328                | Werner           | 1918        | 0                                                         | Dreiflügliges Denkmal des Neoklassizismus aus geschliffenem Kalkstein. In der zentralen Bogennische ist eine Schrifttafel aus poliertem schwarzen Granit und ein Relief des kreuztragenden Christus aus Galvanobronze eingelassen.                                                                            |
|      | D/321-322                | Stark            | 1919        | 0                                                         | Dreiflüglige Stele aus gestocktem schwarzen schwedischen Granit. Die erhabene Schrift und das zentrale, mit dem Relief eine Blumenschale geschmückte Bogenfeld, sind poliert. |
|      | D/323-325                | Hamburger-Moll   | 1920        | 0                                                         | Neoklassizistisches Grabmal als dreijochige Tempelfassade aus Kalk-Kunststein. Die seitlichen Joche tragen Porträtreliefs. |
|      | D/331-332                | Kinkel           | 1910        | 0                                                         | Stele aus geschliffenem schwarzen Granit mit mehrfach gebrochener Giebelkontur und Schmuckgravur im Jugendstil |
|      | D/Nordmauer, Grenze zu B | Peter Hafner     | 1888        | 0                                                         | Grabmal von Peter Hafner (1818–1888), Bürgermeister. Der Grabstein ist eine Schriftstele aus rotem Sandstein in Formen der Renaissance. Die giebelartige Verdachung ist mit floralen Reliefs geschmückt. Darunter befindet sich ein reliefierter Kranz.                                                       |
|      | E/145                    | Dopf             | 1930        | Wilhelm Halm                                              | Dreibahnige Stele aus feingeschliffenem Diabas mit mittlerer Betonung durch einen reliefierten Christuskopf mit Dornenkrone |
|      | E/147                    | Becker           | 1932        | Johann Tempel                                             | Dreiteilige Stele mit übergreifendem Schlussstein aus mattgeschliffenem Diabas |
|      | E/148                    | Richter          | 1931        | Johann Tempel                                             | Dreiteilige Stele aus mattgeschliffenem Diabas. Das schmale überhöhte Mittelteil wird durch ein Relief in Anlehnung an die Orpheussage hervorgehoben. Das Denkmal war im Jahr 2015 abgeräumt. |
|      | E/149                    | Böhne            | 1931        | 0                                                         | Asymmetrische Stele in strengen geometrischen Formen aus mattgeschleiftem Diabas |
|      | E/150                    | Rühl             | 1931        | Johann Tempel                                             | Von Eckpfeilern gefasste Wandstele aus mattgeschliffenem Diabas mit dominierendem Relief eines Kranzes, durchdrungen von Palmzweigen. |
|      | E/154                    | Happ             | 1932        | Johann Tempel                                             | Dreiteilig gestaffelte Stele aus mattgeschliffenem Diabas. Im Mittelstreifen befindet sich ein Relief des kreuztragenden Christus. Die Seiten sind in expressionistischer Anmutung horizontal unterteilt. |
|      | E/155                    | Plätz            | 1932        | 0                                                         | Dreiteilige, kugelbekrönte Wandstele mit unterschiedlich hohen Randpfeilern aus geschliffenem Diabas. |
|      | E/160                    | Schwarz          | 1933        | Johann Tempel                                             | Wandstele im Erscheinungsbild einer Ädikula aus poliertem Diabas. Im Bogenfeld befindet sich ein Kreuzrelief mit Blattschmuck. |
|      | E/161                    | Müller           | 1934        | Johann Tempel                                             | Auf stereometrische Grundformen zurückgeführte Ädikula aus poliertem Diabas. |
|      | E/162                    | Ruppel-Hartmann  | 1934        | Johann Tempel                                             | Stele in Ädikulaform mit zentralem Christusrelief |
|      | E/163                    | Amend            | 1933        | 0                                                         | Wandstele aus geschliffenem Diabas, axial betont durch ein Kruzifixrelief |
|      | F/71-72                  | Hahn             | 1926        | Johann Tempel; Reliefentwurf: Heiner Hamburger, Architekt | Schriftstele mit reliefierte, Kreuzmedaillon, gefasst von prismatischen Pfeilern aus poliertem hessischen Syenit |
|      | F/75-76                  | Schmidt          | 1925        | 0                                                         | Massige Ädikula aus Kalk-Kunststein |
|      | F/180-181                | Roscher          | 1936        | Johann Tempel                                             | Schrifttafel mit rundbogigem Blumenrelief zwischen vertikal durch Kannelur und horizontal durch angedeutete Gesimse strukturierten Eckpfeilern aus poliertem Diabas. |
|      | F/182-183                | Schrenker        | 1940        | Johann Tempel                                             | Dreibahnige, durch Schriftbalken verbundene Stele aus geschliffenem Diabas. Axial ein reliefierter Christuskopf |
|      | G/2                      | Hunn             | 1958        | Heinz Möritz, vormals Johann Tempel                       | Gebauchte Stele aus gestocktem Diabas mit erhabener, geschliffener Schrift. |
|      | G/6                      | Ziegler          | 1949        | Johann Tempel                                             | Dreibahnige Stele mic axialem Kreuzrelief in der Tradition der 1930er Jahre aus mattgeschliffenem Diabas. |
|      | G/59                     | Flick-Wenzel     | 1952        | Johann Tempel                                             | Rechteckstele mit dem Relief einer Trauernden aus geschurtem Diabas. |
|      | G/61                     | Euler            | 1953        | Johann Tempel                                             | Stehendes Denkmal mit Relief der Orpheussage und antiquierter, dem 19. Jahrhundert entsprechender Schrift. |
|      | H/4                      | Becker           | 1948        | Johann Tempel                                             | Serielles Denkmal nach dem ästhetischen Geschmack der 1930er Jahre aus mattgeschliffenem Diabas |
|      | H/5                      | Grünewald        | 1948        | Johann Tempel                                             | Serielle Stele wie H4 |
|      | J/132                    | Bielert          | 1956        | Heinz Möritz                                              | Stele aus geschurtem Diabas mit in Winkelform versetzten Ebenen zur Trennung zwischen Schriftfeld und Relief einer Trauernden. |